# Carl Olof Rosenius
Carl Olof Rosenius (født 3. februar 1816 i Nysätra i Norrland, død 24. februar 1868 i Stockholm) var en svensk prædikant.
Rosenius er ophavsmand til en lavkirkelig, "nyevangelisk" opvækkelsesbevægelse i Sverige. Allerede faderen, som var præst, var ivrig opvækkelsesprædikant, og Rosenius begyndte endog i sine skoleår at prædike. 1838 blev han student, men studierne tiltalte ham ikke, han længtes mod en praktisk gerning i evangeliets tjeneste, og 1840 sluttede han sig til en metodistpræst Scott. Han begyndte tillige at optræde som forfatter.
1842 overtog han redaktionen af "Stockholms missionstidning" og senere redaktionen af månedsskriftet "Pietisten", som Scott havde påbegyndt, men som nu blev Rosenius' og hans partis hovedorgan, og hvor han først offentliggjorde de fleste af sine skrifter. Scott forlod Sverige, og Rosenius fjernede sig efterhånden mere og mere fra metodismen, han ville føre en luthersk opvækkelse igennem.
På den ene side ville Rosenius ikke gå med til en sekterisk udskillelse fra kirken, men på den anden side nærede han mistro over for det kirkelige embede. Han vilde skabe lægprædikanter og ville helst have en konventikelgudstjeneste i steden for en menighedsgudstjeneste. På det dogmatiske område betonede han stærkt nådens betydning, det gjaldt om at lade nåden virke. Da Evangeliska Fosterlandsstiftelsen blev stiftet 1856, tog Rosenius ivrig del i oprettelsen. Han blev bestyrelsesmedlem og vedblev at være dette til sin død.
Han samlede et meget stort parti om sig, og hans indflydelse var også stor i Norge og Danmark. I Danmark førte påvirkning fra Rosenius til dannelsen af "Bornholmerne". Da Rosenius var død, blev spaltningen mellem de "nyevangeliske" og statskirken langt større, og også politiske forhold kom til at spille med ind i bevægelsen. Lederen blev lektor Paul Petter Waldenström. Rosenius skrev en stor mængde skrifter, af hvilke også adskillige er oversatte på dansk.